# NGC 1573
NGC 1573 este o galaxie eliptică situată în constelația Girafa. A fost descoperită în 1 august 1863 de către Ernst Wilhelm Tempel. Se află la o distanță de 57 de megaparseci de Pământ.